# Halvfaren
Halvfaren är en sjö i Hallsbergs kommun i Närke och ingår i Motala ströms huvudavrinningsområde.